# NGC 1022
NGC 1022 è una galassia a spirale barrata situata nella costellazione della Balena, a una distanza di circa 59 milioni di anni luce dalla nostra Via Lattea.

## Scoperta

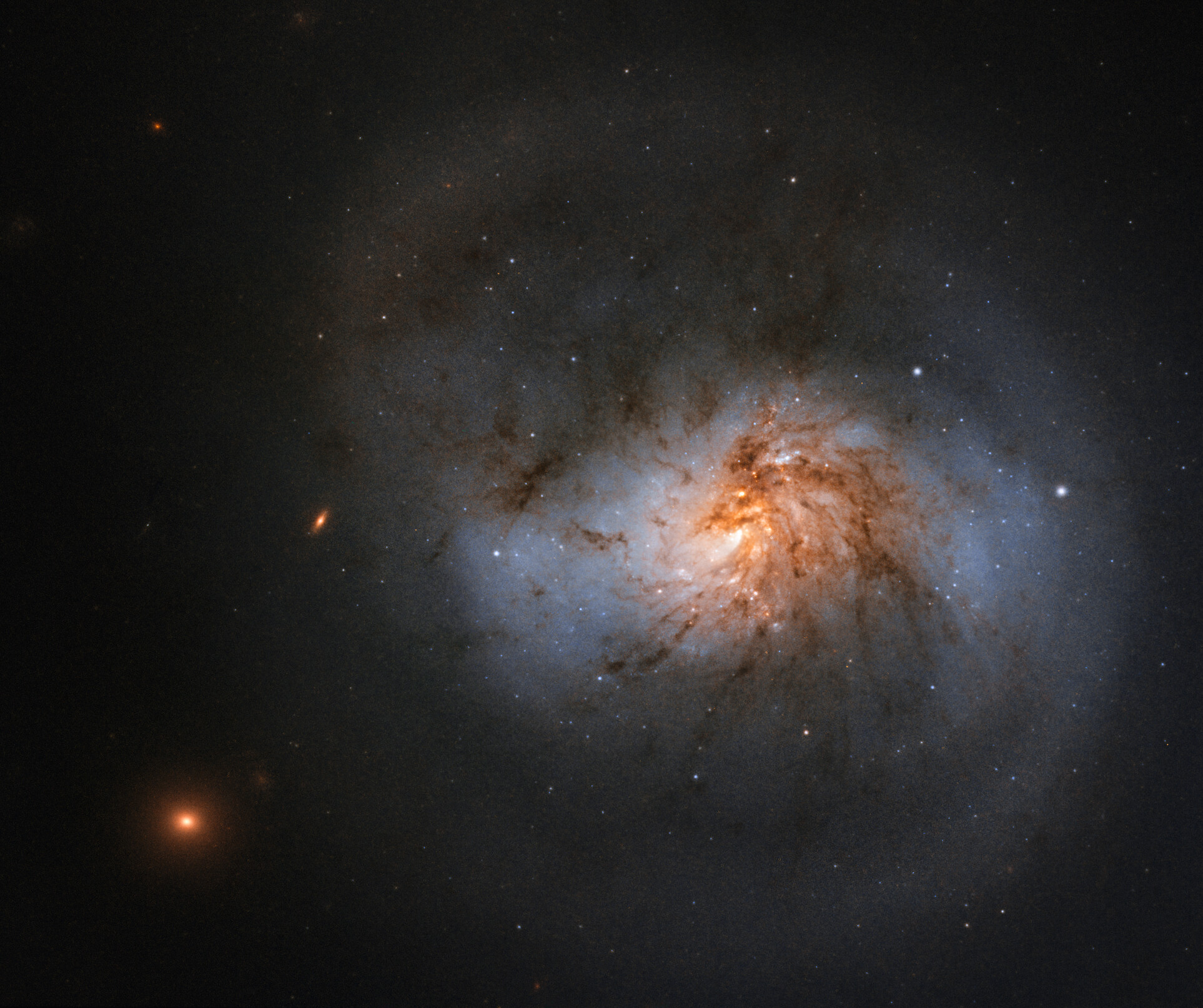
NGC 1022 ripresa dal Telescopio spaziale Hubble.

La galassia è stata scoperta il 10 settembre 1785 dall'astronomo britannico di origine tedesca William Herschel.

## Descrizione
NGC 1022 ha una classe di luminosità I e presenta una larga riga a 21 cm dell'idrogeno neutro.
Le osservazioni all'infrarosso della regione attorno al nucleo indicano che NGC 1022 è una galassia starburst, cioè un centro di formazione di nuove stelle ad un tasso stimato di 1,1 masse solari per anno. In questa area sono presenti tre vaste regioni di idrogeno ionizzato, la prima localizzata proprio nel nucleo, la seconda a nordest e la terza a nordovest. La galassia venne osservata dal telescopio spaziale Hubble nel corso di uno studio sui buchi neri.
NGC 1022 è stata utilizzata da Gérard de Vaucouleurs come esempio del tipo morfologico (R)SB(rs)a pec nel suo atlante delle galassie.
La luminosità di NGC 1022 nell'infrarosso lontano (da 40 a 400 µm) è uguale à 1,58 x 1010{\displaystyle L_{\odot }} (1010,20{\displaystyle L_{\odot }}) mentre la luminosità totale nell'infrarosso (da 8 a 1000 µm) è di 2,24 x 10{\displaystyle L_{\odot }} (1010,35{\displaystyle L_{\odot }}).

## Gruppo di NGC 1084
NGC 1022 fa parte del Gruppo di NGC 1084 che comprende almeno 14 galassie.
Le galassie componenti il gruppo, indicate nell'articolo di Garcia del 1993 e inserite nel New General Catalogue sono: NGC 988, NGC 991, NGC 1022, NGC 1035, NGC 1042, NGC 1047, NGC 1051 (=NGC 961), NGC 1052, NGC 1084, NGC 1110 e NGC 1140. Queste galassie, tranne NGC 1047 e NGC 1140, sono incluse anche nella lista pubblicata sul sito  Un Atlas de L'Univers di Richard Powell. Powell designa il raggruppamento come Gruppo di NGC 1052.